# Världsmästerskapet i volleyboll för damer 2018
Världsmästerskapet i volleyboll för damer 2018 arrangerades av Japan mellan 29 september och 20 oktober 2018. 
Serbien vann turneringen genom att i finalen i Yokohama Arena besegra Italien med 3-2. Kina blev trea genom att vinna matchen om tredjepris över Nederländerna med 3-0. 
I mästerskapet deltog 24 lag som spelade 103 matcher. Den totala publiksiffran var 224 415 (2 179 åskådare per match). Tijana Bošković blev vald till mest värdefulla spelare. Bästa poängvinnare var Paola Egonu, bästa spiker Tijana Bošković, bästa blockare Yan Ni, bästa servare Lonneke Slöetjes, bästa passare Ofelia Malinov, bästa "digger" Silvija Popović och bästa mottagare Mako Kobata.

## Värdval
Japan var den enda land som kandiderade för vara värd för mästerskapet och den 27 augusti 2014 utsågs landet av  FIVB till värd.

## Kvalificering
I turneringen deltog: 
- Värdlandets landslag
- Vinnaren av  VM 2014
- Två lag från Afrika. Bägge kvalificerade sig genom Afrikanska mästerskapet 2017
- Sex lag från Nordamerika. Alla kvalificerade genom Nordamerikanska mästerskapet 2017
- Två lag från Sydamerika. Ett kvalificerade sig via Sydamerikanska mästerskapet 2017 och ett kvalificerade sig via  kvalspel.
- Fyra lag från Asien och Oceanien. Alla kvalificerade sig genom  kvalspel.
- Åtta lag från Europa. Alla kvalificerade sig genom  kvalspel.

## Arenor
|                                                                             |                                                                                |                                                                            |
|                                                                             |                                                                                |                                                                            |
| Hamamatsu Arena Stad: Hamamatsu Kapacitet: 8 000 Invigd: 1990               | Kōbe Green Arena Stad: Kobe Kapacitet: 6 000 Invigd: 1993                      | Nagoya Civic General Gymnasium Stad: Nagoya Kapacitet: 10 000 Invigd: 1987 |
|                                                                             |                                                                                |                                                                            |
| Osaka Municipal Central Gymnasium Stad: Osaka Kapacitet: 8 200 Invigd: 1996 | Hokkaido Prefectural Sports Center Stad: Sapporo Kapacitet: 8 000 Invigd: 1999 | Yokohama Arena Stad: Yokohama Kapacitet: 12 000 Invigd: 1989               |

## Regelverk

### Format
- Den första gruppspelsomgången bestod av fyra grupper om sex lag i varje. Alla lag mötte alla. De fyra bästa i varje grupp gick vidare till nästa omgång.
- Den andra gruppspelsomgången bestod av två grupper om åtta lag i varje. Varje grupp bestod av de lag som gått vidare från två av grupperna i den första omgången. Alla lag som inte mött varandra tidigare mötte varandra. De inbördes resultaten från första gruppspelsomgången räknades med. De tre bästa i varje grupp gick vidare till nästa omgång
- Den tredje gruppspelsomgången bestod av två grupper om tre lag i varje. Alla lag mötte alla. De två bästa i varje grupp gick vidare till finalspel. Treorna i varje grupp spelade match om femteplats.
- Finalspelet bestod av semifinal, match om tredjepris och final som alla avgjordes i ett direkt avgörande möte.[3].

### Metod för att bestämma tabellplacering
Vid setsiffrorna 3-0 och 3-1 tilldelades det vinnande laget 3 poäng och det förlorande laget 0 poäng, med setsiffrorna 3-2  tilldelades det vinnande laget 2 poäng och det förlorande laget 1 poäng)
Rangordningen bestämdes utifrån (i tur och ordning):
- Antal vunna matcher
- Poäng
- Förhållandet mellan vunna/förlorade set
- Förhållandet mellan vunna/förlorade bollpoäng
- Inbördes möten.

## Deltagande lag
| Lag                     | Kvalificerat som                                  | Deltog senast |
| ----------------------- | ------------------------------------------------- | ------------- |
| Argentina               | 1:a i VM-kvalet, Sydamerika                       | VM 2014       |
| Azerbajdzjan            | 1:a i VM-kvalet, Europa (grupp E)                 | VM 2014       |
| Brasilien               | 1:a i Sydamerikanska mästerskapet 2017            | VM 2014       |
| Bulgarien               | 2:a i VM-kvalet, Europa (grupp G)                 | VM 2014       |
| Kamerun                 | 1:a i Afrikanska mästerskapet 2017                | VM 2014       |
| Kanada                  | 1:a i Nordamerikanska mästerskapet 2017 (grupp A) | VM 2014       |
| Kina                    | 1:a i VM-kvalet, Asien och Oceanien (grupp A)     | VM 2014       |
| Sydkorea                | 1:a i VM-kvalet, Asien och Oceanien (grupp B)     | VM 2010       |
| Kuba                    | 2:a i Nordamerikanska mästerskapet 2017 (grupp A) | VM 2014       |
| Tyskland                | 1:a i VM-kvalet, Europa (grupp F)                 | VM 2014       |
| Japan                   | Värdland                                          | VM 2014       |
| Italien                 | 1:a i VM-kvalet, Europa (grupp D)                 | VM 2014       |
| Kazakstan               | 2:a i VM-kvalet, Asien och Oceanien (grupp A)     | VM 2010       |
| Kenya                   | 2:a i Afrikanska mästerskapet 2017                | VM 2010       |
| Mexiko                  | 2:a i Nordamerikanska mästerskapet 2017 (grupp B) | VM 2014       |
| Nederländerna           | 1:a i VM-kvalet, Europa (grupp G)                 | VM 2014       |
| Puerto Rico             | 1:a i Nordamerikanska mästerskapet 2017 (grupp C) | VM 2014       |
| Dominikanska republiken | 1:a i Nordamerikanska mästerskapet 2017 (grupp B) | VM 2014       |
| Ryssland                | 1:a i VM-kvalet, Europa (grupp A)                 | VM 2014       |
| Serbien                 | 1:a i VM-kvalet, Europa (grupp B)                 | VM 2014       |
| USA                     | Världsmästare vid VM 2014                         | VM 2014       |
| Thailand                | 2:a i VM-kvalet, Asien och Oceanien (grupp B)     | VM 2014       |
| Trinidad och Tobago     | 2:a i Nordamerikanska mästerskapet 2017 (grupp C) | Debutant      |
| Turkiet                 | 1:a i VM-kvalet, Europa (grupp C)                 | VM 2014       |

## Turneringen

### Första gruppspelsomgången
Den första omgången lottades 7 december 2017 i Tokyo.
| Grupp A       | Grupp B   | Grupp C             | Grupp D                 |
| ------------- | --------- | ------------------- | ----------------------- |
| Argentina     | Bulgarien | Azerbajdzjan        | Brasilien               |
| Kamerun       | Kanada    | Sydkorea            | Kazakstan               |
| Tyskland      | Kina      | Ryssland            | Kenya                   |
| Japan         | Kuba      | USA                 | Puerto Rico             |
| Mexiko        | Italien   | Thailand            | Dominikanska republiken |
| Nederländerna | Turkiet   | Trinidad och Tobago | Serbien                 |

#### Grupp A

##### Resultat
| 29 september 2018 Yokohama Arena, Yokohama Speltid 1h:56 - Åskådare 2 750 | Mexiko        | 1 - 3 | Kamerun       | 25-17, 23-25, 16-25, 21-25        |
| 29 september 2018 Yokohama Arena, Yokohama Speltid 2h:03 - Åskådare 4 490 | Tyskland      | 1 - 3 | Nederländerna | 25-22, 21-25, 22-25, 30-32        |
| 29 september 2018 Yokohama Arena, Yokohama Speltid 1h:21 - Åskådare 8 385 | Argentina     | 0 - 3 | Japan         | 15-25, 13-25, 12-25               |
| 30 september 2018 Yokohama Arena, Yokohama Speltid 1h:03 - Åskådare 1 150 | Kamerun       | 0 - 3 | Tyskland      | 14-25, 10-25, 16-25               |
| 30 september 2018 Yokohama Arena, Yokohama Speltid 1h:28 - Åskådare 3 530 | Argentina     | 0 - 3 | Mexiko        | 20-25, 23-25, 23-25               |
| 30 september 2018 Yokohama Arena, Yokohama Speltid 2h:38 - Åskådare 7 800 | Japan         | 2 - 3 | Nederländerna | 25-27, 25-16, 26-28, 25-19, 13-15 |
| 1 oktober 2018 Yokohama Arena, Yokohama Speltid 1h:33 - Åskådare 1 230    | Tyskland      | 3 - 0 | Argentina     | 25-21, 34-32, 25-18               |
| 1 oktober 2018 Yokohama Arena, Yokohama Speltid 1h:16 - Åskådare 2 450    | Nederländerna | 3 - 0 | Kamerun       | 25-16, 26-24, 25-18               |
| 1 oktober 2018 Yokohama Arena, Yokohama Speltid 1h:18 - Åskådare 7 150    | Mexiko        | 0 - 3 | Japan         | 15-25, 15-25, 15-25               |
| 3 oktober 2018 Yokohama Arena, Yokohama Speltid 1h:14 - Åskådare 1 390    | Argentina     | 0 - 3 | Nederländerna | 17-25, 17-25, 22-25               |
| 3 oktober 2018 Yokohama Arena, Yokohama Speltid 1h:19 - Åskådare 3 000    | Mexiko        | 0 - 3 | Tyskland      | 19-25, 17-25, 22-25               |
| 3 oktober 2018 Yokohama Arena, Yokohama Speltid 1h:17 - Åskådare 9 850    | Japan         | 3 - 0 | Kamerun       | 25-19, 25-20, 25-11               |
| 4 oktober 2018 Yokohama Arena, Yokohama Speltid 1h:11 - Åskådare 1 740    | Nederländerna | 3 - 0 | Mexiko        | 25-19, 25-14, 25-16               |
| 4 oktober 2018 Yokohama Arena, Yokohama Speltid 1h:15 - Åskådare 2 070    | Kamerun       | 0 - 3 | Argentina     | 22-25, 20-25, 12-25               |
| 4 oktober 2018 Yokohama Arena, Yokohama Speltid 1h:34 - Åskådare 10 350   | Tyskland      | 0 - 3 | Japan         | 25-27, 20-25, 24-26               |

##### Sluttabell
| Pos. | Lag           | Pt | M | V | F | SV | SF | Ratio | PF  | PS  | Ratio |
| ---- | ------------- | -- | - | - | - | -- | -- | ----- | --- | --- | ----- |
| 1.   | Nederländerna | 14 | 5 | 5 | 0 | 15 | 3  | 5,000 | 435 | 375 | 1,160 |
| 2.   | Japan         | 13 | 5 | 4 | 1 | 14 | 3  | 4,666 | 417 | 309 | 1,349 |
| 3.   | Tyskland      | 9  | 5 | 3 | 2 | 10 | 6  | 1,666 | 401 | 351 | 1,142 |
| 4.   | Mexiko        | 3  | 5 | 1 | 4 | 4  | 12 | 0,333 | 312 | 383 | 0,814 |
| 5.   | Argentina     | 3  | 5 | 1 | 4 | 3  | 12 | 0,250 | 308 | 363 | 0,848 |
| 6 .  | Kamerun       | 3  | 5 | 1 | 4 | 3  | 13 | 0,230 | 294 | 386 | 0,761 |

#### Grupp B

##### Resultat
| 29 september 2018 Hokkaido Prefectural Sports Center, Sapporo Speltid 1h:15 - Åskådare 620   | Bulgarien | 0 - 3 | Italien   | 15-25, 19-25, 22-25        |
| 29 september 2018 Hokkaido Prefectural Sports Center, Sapporo Speltid 1h:13 - Åskådare 1 180 | Turkiet   | 3 - 0 | Kanada    | 25-18, 25-13, 25-15        |
| 29 september 2018 Hokkaido Prefectural Sports Center, Sapporo Speltid 1h:11 - Åskådare 1 800 | Kina      | 3 - 0 | Kuba      | 25-12, 25-23, 25-14        |
| 30 september 2018 Hokkaido Prefectural Sports Center, Sapporo Speltid 1h:10 - Åskådare 750   | Kanada    | 0 - 3 | Italien   | 15-25, 15-25, 18-25        |
| 30 september 2018 Hokkaido Prefectural Sports Center, Sapporo Speltid 1h:03 - Åskådare 1 050 | Kuba      | 0 - 3 | Bulgarien | 10-25, 20-25, 14-25        |
| 30 september 2018 Hokkaido Prefectural Sports Center, Sapporo Speltid 1h:23 - Åskådare 1 600 | Turkiet   | 0 - 3 | Kina      | 18-25, 23-25, 23-25        |
| 2 oktober 2018 Hokkaido Prefectural Sports Center, Sapporo Speltid 1h:05 - Åskådare 400      | Italien   | 3 - 0 | Kuba      | 25-11, 25-18, 25-20        |
| 2 oktober 2018 Hokkaido Prefectural Sports Center, Sapporo Speltid 1h:17 - Åskådare 500      | Bulgarien | 0 - 3 | Turkiet   | 17-25, 23-25, 12-25        |
| 2 oktober 2018 Hokkaido Prefectural Sports Center, Sapporo Speltid 1h:21 - Åskådare 850      | Kina      | 3 - 0 | Kanada    | 25-21, 25-21, 25-13        |
| 3 oktober 2018 Hokkaido Prefectural Sports Center, Sapporo Speltid 1h:11 - Åskådare 400      | Turkiet   | 0 - 3 | Italien   | 19-25, 21-25, 12-25        |
| 3 oktober 2018 Hokkaido Prefectural Sports Center, Sapporo Speltid 1h:38 - Åskådare 450      | Kanada    | 3 - 1 | Kuba      | 16-25, 25-13, 25-18, 25-20 |
| 3 oktober 2018 Hokkaido Prefectural Sports Center, Sapporo Speltid 1h:55 - Åskådare 900      | Kina      | 3 - 1 | Bulgarien | 22-25, 25-22, 25-14, 25-17 |
| 4 oktober 2018 Hokkaido Prefectural Sports Center, Sapporo Speltid 1h:55 - Åskådare 400      | Bulgarien | 3 - 1 | Kanada    | 23-25, 27-25, 25-21, 25-21 |
| 4 oktober 2018 Hokkaido Prefectural Sports Center, Sapporo Speltid 1h:28 - Åskådare 750      | Kuba      | 1 - 3 | Turkiet   | 15-25, 14-25, 25-23, 7-25  |
| 4 oktober 2018 Hokkaido Prefectural Sports Center, Sapporo Speltid 1h:41 - Åskådare 2 200    | Italien   | 3 - 1 | Kina      | 20-25, 26-24, 25-16, 25-20 |

##### Sluttabell
| Pos | Lag       | Pt | M | V | F | SV | SF | Ratio  | PF  | PS  | Ratio |
| --- | --------- | -- | - | - | - | -- | -- | ------ | --- | --- | ----- |
| 1.  | Italien   | 15 | 5 | 5 | 0 | 15 | 1  | 15,000 | 396 | 290 | 1,365 |
| 2.  | Kina      | 12 | 5 | 4 | 1 | 13 | 4  | 3,250  | 407 | 342 | 1,190 |
| 3.  | Turkiet   | 9  | 5 | 3 | 2 | 9  | 7  | 1,285  | 364 | 309 | 1,177 |
| 4.  | Bulgarien | 6  | 5 | 2 | 3 | 7  | 10 | 0,700  | 361 | 383 | 0,942 |
| 5.  | Kanada    | 3  | 5 | 1 | 4 | 4  | 13 | 0,307  | 332 | 401 | 0,827 |
| 6.  | Kuba      | 0  | 5 | 0 | 5 | 2  | 15 | 0,133  | 279 | 414 | 0,673 |

#### Grupp C

##### Resultat
| 29 september 2018 Kōbe Green Arena, Kobe Speltid 1h:07 - Åskådare 320 | Ryssland            | 3 - 0 | Trinidad och Tobago | 25-21, 25-11, 25-12               |
| 29 september 2018 Kōbe Green Arena, Kobe Speltid 1h:29 - Åskådare 830 | Azerbajdzjan        | 0 - 3 | USA                 | 27-29, 21-25, 21-25               |
| 29 september 2018 Kōbe Green Arena, Kobe Speltid 2h:00 - Åskådare 900 | Sydkorea            | 2 - 3 | Thailand            | 25-18, 22-25, 19-25, 25-13, 11-15 |
| 30 september 2018 Kōbe Green Arena, Kobe Speltid 1h:05 - Åskådare 420 | USA                 | 3 - 0 | Trinidad och Tobago | 25-11, 25-11, 25-11               |
| 30 september 2018 Kōbe Green Arena, Kobe Speltid 1h:46 - Åskådare 410 | Azerbajdzjan        | 3 - 1 | Sydkorea            | 25-18, 25-18, 23-25, 25-18        |
| 30 september 2018 Kōbe Green Arena, Kobe Speltid 2h:06 - Åskådare 260 | Thailand            | 2 - 3 | Ryssland            | 25-21, 25-17, 13-25, 21-25, 9-15  |
| 2 oktober 2018 Kōbe Green Arena, Kobe Speltid 1h:24 - Åskådare 290    | Ryssland            | 3 - 0 | Azerbajdzjan        | 25-21, 25-21, 25-22               |
| 2 oktober 2018 Kōbe Green Arena, Kobe Speltid 1h:40 - Åskådare 370    | Trinidad och Tobago | 1 - 3 | Thailand            | 17-25, 17-25, 25-23, 11-25        |
| 2 oktober 2018 Kōbe Green Arena, Kobe Speltid 1h:56 - Åskådare 580    | USA                 | 3 - 1 | Sydkorea            | 19-25, 25-21, 25-21, 25-18        |
| 3 oktober 2018 Kōbe Green Arena, Kobe Speltid 1h:18 - Åskådare 170    | Azerbajdzjan        | 3 - 0 | Trinidad och Tobago | 29-27, 25-16, 25-17               |
| 3 oktober 2018 Kōbe Green Arena, Kobe Speltid 1h:30 - Åskådare 420    | Sydkorea            | 0 - 3 | Ryssland            | 23-25, 20-25, 15-25               |
| 3 oktober 2018 Kōbe Green Arena, Kobe Speltid 2h:10 - Åskådare 550    | USA                 | 3 - 2 | Thailand            | 25-17, 25-16, 23-25, 21-25, 15-11 |
| 4 oktober 2018 Kōbe Green Arena, Kobe Speltid 1h:24 - Åskådare 230    | Trinidad och Tobago | 0 - 3 | Sydkorea            | 24-26, 16-25, 23-25               |
| 4 oktober 2018 Kōbe Green Arena, Kobe Speltid 1h:42 - Åskådare 470    | Thailand            | 3 - 1 | Azerbajdzjan        | 25-22, 15-25, 25-19, 25-17        |
| 4 oktober 2018 Kōbe Green Arena, Kobe Speltid 2h:06 - Åskådare 1 850  | Ryssland            | 2 - 3 | USA                 | 25-19, 20-25, 24-26, 25-12, 11-15 |

##### Sluttabell
| Pos | Lag                 | Pt | M | V | F | SV | SF | Ratio | PF  | PS  | Ratio |
| --- | ------------------- | -- | - | - | - | -- | -- | ----- | --- | --- | ----- |
| 1.  | USA                 | 13 | 5 | 5 | 0 | 15 | 5  | 3,000 | 454 | 387 | 1,173 |
| 2.  | Ryssland            | 12 | 5 | 4 | 1 | 14 | 5  | 2,800 | 433 | 356 | 1,216 |
| 3.  | Thailand            | 10 | 5 | 3 | 2 | 13 | 10 | 1,300 | 471 | 467 | 1,008 |
| 4.  | Azerbajdzjan        | 6  | 5 | 2 | 3 | 7  | 10 | 0,700 | 393 | 383 | 1,026 |
| 5.  | Sydkorea            | 4  | 5 | 1 | 4 | 7  | 12 | 0,583 | 400 | 426 | 0,938 |
| 6.  | Trinidad och Tobago | 0  | 5 | 0 | 5 | 1  | 15 | 0,066 | 271 | 403 | 0,672 |

#### Grupp D

##### Resultat
| 29 september 2018 Hamamatsu Arena, Hamamatsu Speltid 1h:27 - Åskådare 1 100 | Puerto Rico             | 0 - 3 | Brasilien               | 25-27, 12-25, 7-25  |
| 29 september 2018 Hamamatsu Arena, Hamamatsu Speltid 1h:27 - Åskådare 1 250 | Dominikanska republiken | 0 - 3 | Serbien                 | 17-25, 20-25, 22-25 |
| 29 september 2018 Hamamatsu Arena, Hamamatsu Speltid 1h:16 - Åskådare 650   | Kazakstan               | 0 - 3 | Kenya                   | 23-25, 22-25, 21-25 |
| 30 september 2018 Hamamatsu Arena, Hamamatsu Speltid 1h:30 - Åskådare 1 550 | Brasilien               | 3 - 0 | Dominikanska republiken | 25-15, 25-20, 25-22 |
| 30 september 2018 Hamamatsu Arena, Hamamatsu Speltid 1h:26 - Åskådare 850   | Kazakstan               | 0 - 3 | Puerto Rico             | 21-25, 15-25, 22-25 |
| 30 september 2018 Hamamatsu Arena, Hamamatsu Speltid 1h:01 - Åskådare 350   | Kenya                   | 0 - 3 | Serbien                 | 16-25, 9-25, 8-25   |
| 1 oktober 2018 Hamamatsu Arena, Hamamatsu Speltid 1h:19 - Åskådare 300      | Dominikanska republiken | 3 - 0 | Kazakstan               | 25-22, 25-15, 25-19 |
| 1 oktober 2018 Hamamatsu Arena, Hamamatsu Speltid 1h:25 - Åskådare 700      | Puerto Rico             | 3 - 0 | Kenya                   | 25-20, 25-22, 25-15 |
| 1 oktober 2018 Hamamatsu Arena, Hamamatsu Speltid 1h:22 - Åskådare 1 500    | Serbien                 | 3 - 0 | Brasilien               | 25-21, 25-18, 25-19 |
| 3 oktober 2018 Hamamatsu Arena, Hamamatsu Speltid 1h:25 - Åskådare 975      | Puerto Rico             | 0 - 3 | Dominikanska republiken | 22-25, 17-25, 20-25 |
| 3 oktober 2018 Hamamatsu Arena, Hamamatsu Speltid 1h:05 - Åskådare 350      | Kazakstan               | 0 - 3 | Serbien                 | 18-25, 16-25, 13-25 |
| 3 oktober 2018 Hamamatsu Arena, Hamamatsu Speltid 1h:08 - Åskådare 675      | Kenya                   | 0 - 3 | Brasilien               | 13-25, 10-25, 16-25 |
| 4 oktober 2018 Hamamatsu Arena, Hamamatsu Speltid 1h:27 - Åskådare 280      | Serbien                 | 3 - 0 | Puerto Rico             | 25-23, 25-17, 27-25 |
| 4 oktober 2018 Hamamatsu Arena, Hamamatsu Speltid 0h:58 - Åskådare 380      | Dominikanska republiken | 3 - 0 | Kenya                   | 25-5, 25-7, 25-15   |
| 4 oktober 2018 Hamamatsu Arena, Hamamatsu Speltid 1h:12 - Åskådare 540      | Brasilien               | 3 - 0 | Kazakstan               | 25-11, 25-20, 25-13 |

##### Sluttabell
| Fos | Lag                     | Pt | M | V | F | SV | SF | Ratio | PF  | PS  | Ratio |
| --- | ----------------------- | -- | - | - | - | -- | -- | ----- | --- | --- | ----- |
| 1.  | Serbien                 | 15 | 5 | 5 | 0 | 15 | 0  | MAX   | 377 | 262 | 1,438 |
| 2.  | Brasilien               | 12 | 5 | 4 | 1 | 12 | 3  | 4,000 | 360 | 259 | 1,389 |
| 3.  | Dominikanska republiken | 9  | 5 | 3 | 2 | 9  | 6  | 1,500 | 341 | 292 | 1,167 |
| 4.  | Puerto Rico             | 6  | 5 | 2 | 3 | 6  | 9  | 0,666 | 318 | 344 | 0,924 |
| 5.  | Kenya                   | 3  | 5 | 1 | 4 | 3  | 12 | 0,250 | 231 | 366 | 0,631 |
| 6.  | Kazakstan               | 0  | 5 | 0 | 5 | 0  | 15 | 0,000 | 271 | 375 | 0,722 |

### Andra gruppspelsomgången
| Grupp E                 | Grupp F      |
| ----------------------- | ------------ |
| Brasilien               | Azerbajdzjan |
| Tyskland                | Bulgarien    |
| Japan                   | Kina         |
| Mexiko                  | Italien      |
| Nederländerna           | Ryssland     |
| Puerto Rico             | USA          |
| Dominikanska republiken | Thailand     |
| Serbien                 | Turkiet      |

#### Grupp E

##### Resultat
| 7 oktober 2018 Nagoya Civic General Gymnasium, Nagoya Speltid 1h:13 - Åskådare 1 000   | Mexiko        | 0 - 3 | Serbien                 | 19-25, 17-25, 15-25               |
| 7 oktober 2018 Nagoya Civic General Gymnasium, Nagoya Speltid 2h:16 - Åskådare 3 000   | Tyskland      | 3 - 2 | Brasilien               | 14-25, 19-25, 32-30, 25-19, 17-15 |
| 7 oktober 2018 Nagoya Civic General Gymnasium, Nagoya Speltid 1h:12 - Åskådare 4 000   | Nederländerna | 3 - 0 | Puerto Rico             | 25-16, 25-15, 25-20               |
| 7 oktober 2018 Nagoya Civic General Gymnasium, Nagoya Speltid 2h:26 - Åskådare 8 000   | Japan         | 3 - 2 | Dominikanska republiken | 25-17, 28-26, 22-25, 25-27, 15-11 |
| 8 oktober 2018 Nagoya Civic General Gymnasium, Nagoya Speltid 1h:17 - Åskådare 500     | Tyskland      | 0 - 3 | Serbien                 | 14-25, 20-25, 20-25               |
| 8 oktober 2018 Nagoya Civic General Gymnasium, Nagoya Speltid 1h:55 - Åskådare 1 500   | Mexiko        | 1 - 3 | Brasilien               | 25-23, 23-25, 13-25, 19-25        |
| 8 oktober 2018 Nagoya Civic General Gymnasium, Nagoya Speltid 1h:12 - Åskådare 2 500   | Nederländerna | 3 - 0 | Dominikanska republiken | 25-19, 25-16, 25-14               |
| 8 oktober 2018 Nagoya Civic General Gymnasium, Nagoya Speltid 1h:25 - Åskådare 8 000   | Japan         | 3 - 0 | Puerto Rico             | 25-22, 25-14, 25-18               |
| 10 oktober 2018 Nagoya Civic General Gymnasium, Nagoya Speltid 1h:13 - Åskådare 300    | Mexiko        | 0 - 3 | Dominikanska republiken | 13-25, 18-25, 15-25               |
| 10 oktober 2018 Nagoya Civic General Gymnasium, Nagoya Speltid 2h:15 - Åskådare 400    | Nederländerna | 2 - 3 | Brasilien               | 25-21, 18-25, 27-25, 19-25, 7-15  |
| 10 oktober 2018 Nagoya Civic General Gymnasium, Nagoya Speltid 2h:09 - Åskådare 600    | Tyskland      | 3 - 1 | Puerto Rico             | 25-23, 25-27, 29-27, 25-22        |
| 10 oktober 2018 Nagoya Civic General Gymnasium, Nagoya Speltid 2h:00 - Åskådare 3000   | Japan         | 3 - 1 | Serbien                 | 15-25, 25-23, 25-23, 25-23        |
| 11 oktober 2018 Nagoya Civic General Gymnasium, Nagoya Speltid 1h:54 - Åskådare 300    | Mexiko        | 1 - 3 | Puerto Rico             | 17-25, 19-25, 25-18, 19-25        |
| 11 oktober 2018 Nagoya Civic General Gymnasium, Nagoya Speltid 1h:14 - Åskådare 400    | Tyskland      | 0 - 3 | Dominikanska republiken | 12-25, 19-25, 17-25               |
| 11 oktober 2018 Nagoya Civic General Gymnasium, Nagoya Speltid 1h:05 - Åskådare 1 000  | Nederländerna | 3 - 0 | Serbien                 | 25-16, 25-12, 25-20               |
| 11 oktober 2018 Nagoya Civic General Gymnasium, Nagoya Speltid 02h:31 - Åskådare 8 000 | Japan         | 2 - 3 | Brasilien               | 25-23, 25-16, 26-28, 21-25, 11-15 |

##### Sluttabell
| Pos | Lag                     | Pt | M | V | F | SV | SF | Ratio | PF  | PS  | Ratio |
| --- | ----------------------- | -- | - | - | - | -- | -- | ----- | --- | --- | ----- |
| 1.  | Nederländerna           | 24 | 9 | 8 | 1 | 26 | 6  | 4,333 | 756 | 634 | 1,192 |
| 2.  | Japan                   | 22 | 9 | 7 | 2 | 25 | 9  | 2,777 | 805 | 670 | 1,201 |
| 3.  | Serbien                 | 21 | 9 | 7 | 2 | 22 | 6  | 3,666 | 669 | 532 | 1,257 |
| 4.  | Brasilien               | 20 | 9 | 7 | 2 | 23 | 11 | 2,090 | 790 | 650 | 1,215 |
| 5.  | Dominikanska republiken | 16 | 9 | 5 | 4 | 17 | 12 | 1,416 | 646 | 576 | 1,121 |
| 6.  | Tyskland                | 14 | 9 | 5 | 4 | 16 | 15 | 1,066 | 714 | 714 | 1,000 |
| 7.  | Puerto Rico             | 9  | 9 | 3 | 6 | 10 | 19 | 0,526 | 615 | 678 | 0,907 |
| 8.  | Mexiko                  | 3  | 9 | 1 | 8 | 6  | 24 | 0,250 | 569 | 724 | 0,785 |

#### Grupp F

##### Resultat
| 7 oktober 2018 Osaka Municipal Central Gymnasium, Osaka Speltid 1h:19 - Åskådare 600    | Turkiet   | 0 - 3 | Ryssland     | 15-25, 17-25, 16-25               |
| 7 oktober 2018 Osaka Municipal Central Gymnasium, Osaka Speltid 1h:09 - Åskådare 650    | Bulgarien | 0 - 3 | USA          | 16-25, 17-25, 11-25               |
| 7 oktober 2018 Osaka Municipal Central Gymnasium, Osaka Speltid 1h:07 - Åskådare 930    | Italien   | 3 - 0 | Azerbajdzjan | 25-12, 25-19, 25-10               |
| 7 oktober 2018 Osaka Municipal Central Gymnasium, Osaka Speltid 1h:22 - Åskådare 1 350  | Kina      | 3 - 0 | Thailand     | 28-26, 25-20, 25-23               |
| 8 oktober 2018 Osaka Municipal Central Gymnasium, Osaka Speltid 1h:52 - Åskådare 600    | Bulgarien | 1 - 3 | Ryssland     | 21-25, 20-25, 25-23, 19-25        |
| 8 oktober 2018 Osaka Municipal Central Gymnasium, Osaka Speltid 1h:19 - Åskådare 800    | Turkiet   | 0 - 3 | USA          | 21-25, 17-25, 18-25               |
| 8 oktober 2018 Osaka Municipal Central Gymnasium, Osaka Speltid 1h:14 - Åskådare 1 100  | Kina      | 3 - 0 | Azerbajdzjan | 25-17, 25-16, 25-17               |
| 8 oktober 2018 Osaka Municipal Central Gymnasium, Osaka Speltid 1h:07 - Åskådare 850    | Italien   | 3 - 0 | Thailand     | 25-15, 25-12, 25-15               |
| 10 oktober 2018 Osaka Municipal Central Gymnasium, Osaka Speltid 1h:46 - Åskådare 200   | Turkiet   | 3 - 1 | Azerbajdzjan | 26-24, 25-17, 22-25, 25-21        |
| 10 oktober 2018 Osaka Municipal Central Gymnasium, Osaka Speltid 2h:04 - Åskådare 300   | Bulgarien | 3 - 2 | Thailand     | 25-18, 22-25, 18-25, 25-22, 19-17 |
| 10 oktober 2018 Osaka Municipal Central Gymnasium, Osaka Speltid 1h:52 - Åskådare 480   | Italien   | 3 - 1 | Ryssland     | 22-25, 25-20, 25-18, 25-22        |
| 10 oktober 2018 Osaka Municipal Central Gymnasium, Osaka Speltid 1h:23 - Åskådare 1 100 | Kina      | 3 - 0 | USA          | 25-17, 26-24, 25-18               |
| 11 oktober 2018 Osaka Municipal Central Gymnasium, Osaka Speltid 1h:18 - Åskådare 160   | Bulgarien | 3 - 0 | Azerbajdzjan | 25-19, 25-20, 25-20               |
| 11 oktober 2018 Osaka Municipal Central Gymnasium, Osaka Speltid 1h:51 - Åskådare 360   | Turkiet   | 3 - 1 | Thailand     | 22-25, 25-20, 25-22, 25-20        |
| 11 oktober 2018 Osaka Municipal Central Gymnasium, Osaka Speltid 1h:39 - Åskådare 480   | Italien   | 3 - 1 | USA          | 25-16, 25-23, 20-25, 25-16        |
| 11 oktober 2018 Osaka Municipal Central Gymnasium, Osaka Speltid 1h:55 - Åskådare 950   | Kina      | 3 - 1 | Ryssland     | 25-22, 21-25, 25-23, 25-15        |

##### Sluttabell
| Fos | Lag          | Pt | M | V | F | SV | SF | Ratio | PF  | PS  | Ratio |
| --- | ------------ | -- | - | - | - | -- | -- | ----- | --- | --- | ----- |
| 1.  | Italien      | 27 | 9 | 9 | 0 | 27 | 3  | 9,000 | 738 | 538 | 1,371 |
| 2.  | Kina         | 24 | 9 | 8 | 1 | 25 | 5  | 5,000 | 732 | 605 | 1,209 |
| 3.  | USA          | 19 | 9 | 7 | 2 | 22 | 11 | 2,000 | 743 | 658 | 1,129 |
| 4.  | Ryssland     | 18 | 9 | 6 | 3 | 22 | 12 | 1,833 | 776 | 682 | 1,137 |
| 5.  | Turkiet      | 15 | 9 | 5 | 4 | 15 | 15 | 1,000 | 663 | 633 | 1,047 |
| 6.  | Bulgarien    | 11 | 9 | 4 | 5 | 14 | 18 | 0,777 | 674 | 722 | 0,933 |
| 7.  | Thailand     | 11 | 9 | 3 | 6 | 16 | 22 | 0,727 | 776 | 826 | 0,939 |
| 8.  | Azerbajdzjan | 6  | 9 | 2 | 7 | 8  | 22 | 0,363 | 630 | 706 | 0,892 |

### Tredje gruppspelsomgången
| Grupp G | Grupp H       |
| ------- | ------------- |
| Japan   | Kina          |
| Italien | Nederländerna |
| Serbien | USA           |

#### Grupp G

##### Resultat
| 14 oktober 2018 Nagoya Civic General Gymnasium, Nagoya Speltid 1h:30 - Åskådare 8 000 | Japan   | 0 - 3 | Serbien | 19-25, 18-25, 23-25               |
| 15 oktober 2018 Nagoya Civic General Gymnasium, Nagoya Speltid 2h:10 - Åskådare 8 000 | Italien | 3 - 2 | Japan   | 25-20, 22-25, 25-21, 19-25, 15-13 |
| 16 oktober 2018 Nagoya Civic General Gymnasium, Nagoya Speltid 1h:43 - Åskådare 500   | Italien | 1 - 3 | Serbien | 21-25, 19-25, 25-23, 23-25        |

##### Sluttabell
| Pos | Lag     | Pt | M | V | F | SV | SF | Ratio | PF  | PS  | Ratio |
| --- | ------- | -- | - | - | - | -- | -- | ----- | --- | --- | ----- |
| 1.  | Serbien | 6  | 2 | 2 | 0 | 6  | 1  | 6,000 | 173 | 148 | 1,168 |
| 2.  | Italien | 2  | 2 | 1 | 1 | 4  | 5  | 0,800 | 194 | 202 | 0,960 |
| 3.  | Japan   | 1  | 2 | 0 | 2 | 2  | 6  | 0,333 | 164 | 181 | 0,906 |

#### Grupp H

##### Resultat
| 14 oktober 2018 Nagoya Civic General Gymnasium, Nagoya Speltid 2h:12 - Åskådare 3 500 | Kina          | 3 - 2 | USA  | 25-22, 19-25, 20-25, 25-23, 15-9 |
| 15 oktober 2018 Nagoya Civic General Gymnasium, Nagoya Speltid 2h:07 - Åskådare 1 500 | Nederländerna | 3 - 2 | USA  | 30-32, 15-25, 25-22, 25-15, 15-9 |
| 16 oktober 2018 Nagoya Civic General Gymnasium, Nagoya Speltid 1h:47 - Åskådare 750   | Nederländerna | 1 - 3 | Kina | 25-23, 13-25, 18-25, 17-25       |

##### Sluttabell
| Pos | Lag           | Pt | M | V | F | SV | SF | Ratio | PF  | PS  | Ratio |
| --- | ------------- | -- | - | - | - | -- | -- | ----- | --- | --- | ----- |
| 1.  | Kina          | 5  | 2 | 2 | 0 | 6  | 3  | 2,000 | 202 | 177 | 1,141 |
| 2.  | Nederländerna | 2  | 2 | 1 | 1 | 4  | 5  | 0,800 | 183 | 201 | 0,910 |
| 3.  | USA           | 2  | 2 | 0 | 2 | 4  | 6  | 0,666 | 207 | 214 | 0,967 |

### Finalspel
|  | Semifinaler | Semifinaler   | Semifinaler |         |    | Final               | Final               | Final               |  |
|  |             |               |             |         |    |                     |                     |                     |  |
|  |             |               |             |         |    |                     |                     |                     |  |
|  | 1A          | Serbien       | 3           |         |    |                     |                     |                     |  |
|  | 1A          | Serbien       | 3           |         |    |                     |                     |                     |  |
|  | 2B          | Nederländerna | 1           |         |    |                     |                     |                     |  |
|  | 2B          | Nederländerna | 1           |         | 1A | Serbien             | 3                   |                     |  |
|  |             |               |             |         | 1A | Serbien             | 3                   |                     |  |
|  |             |               | 2A          | Italien | 2  |                     |                     |                     |  |
|  | 1B          | Kina          | 2A          | Italien | 2  | 2                   |                     |                     |  |
|  | 1B          | Kina          |             |         |    | 2                   |                     |                     |  |
|  | 2A          | Italien       | 3           |         |    | Match om tredjepris | Match om tredjepris | Match om tredjepris |  |
|  | 2A          | Italien       | 3           |         |    |                     |                     |                     |  |
|  |             |               |             |         |    |                     |                     |                     |  |
|  |             |               |             |         |    | 2B                  | Nederländerna       | 0                   |  |
|  |             |               |             |         |    | 2B                  | Nederländerna       | 0                   |  |
|  |             |               |             |         |    | 1B                  | Kina                | 3                   |  |
|  |             |               |             |         |    | 1B                  | Kina                | 3                   |  |
|  |             |               |             |         |    |                     |                     |                     |  |
|  |             |               |             |         |    |                     |                     |                     |  |
|  |             |               |             |         |    |                     |                     |                     |  |

#### Semifinaler
| 19 oktober 2018 Yokohama Arena, Yokohama Speltid 2h:01 - Åskådare 6 450 | Serbien | 3 - 1 | Nederländerna | 25-22, 26-28, 25-19, 25-23        |
| 19 oktober 2018 Yokohama Arena, Yokohama Speltid 2h:15 - Åskådare 7 600 | Kina    | 2 - 3 | Italien       | 18-25, 25-21, 16-25, 31-29, 15-17 |

#### Match om tredjepris
| 20 oktober 2018 Yokohama Arena, Yokohama Speltid 1h:14 - Åskådare 11 000 | Nederländerna | 0 - 3 | Kina | 22-25, 19-25, 14-25 |

#### Final
| 20 oktober 2018 Yokohama Arena, Yokohama Speltid 1h:56 - Åskådare 11 500 | Serbien | 3 - 2 | Italien | 21-25, 25-14, 23-25, 25-19, 15-12 |

### Match om femteplats
| 19 oktober 2018 Yokohama Arena, Yokohama Speltid 2h:00 - Åskådare 11 500 | Japan | 1 - 3 | USA | 23-25, 16-25, 25-23, 23-25 |

## Slutplaceringar
| Pos | Lag                     |
| --- | ----------------------- |
|     | Serbien                 |
|     | Italien                 |
|     | Kina                    |
| 4   | Nederländerna           |
| 5   | USA                     |
| 6   | Japan                   |
| 7   | Brasilien               |
| 8   | Ryssland                |
| 9   | Dominikanska republiken |
| 10  | Turkiet                 |
| 11  | Tyskland                |
| 12  | Bulgarien               |
| 13  | Thailand                |
| 14  | Puerto Rico             |
| 15  | Azerbajdzjan            |
| 16  | Mexiko                  |
| 17  | Sydkorea                |
| 18  | Kanada                  |
| 19  | Argentina               |
| 20  | Kenya                   |
| 21  | Kamerun                 |
| 22  | Kuba                    |
| 23  | Trinidad och Tobago     |
| 24  | Kazakstan               |

## Individuella utmärkelser
| Utmärkelse           | Namn              | Lag     |
| -------------------- | ----------------- | ------- |
| MVP                  | Tijana Bošković   | Serbien |
| Bästa passare        | Ofelia Malinov    | Italien |
| Bästa högerspiker    | Paola Egonu       | Italien |
| Bästa vänsterspikrar | Miriam Sylla      | Italien |
| Bästa vänsterspikrar | Zhu Ting          | Kina    |
| Bästa centrar        | Yan Ni            | Kina    |
| Bästa centrar        | Milena Rašić      | Serbien |
| Bästa libero         | Monica de Gennaro | Italien |